# Westmead

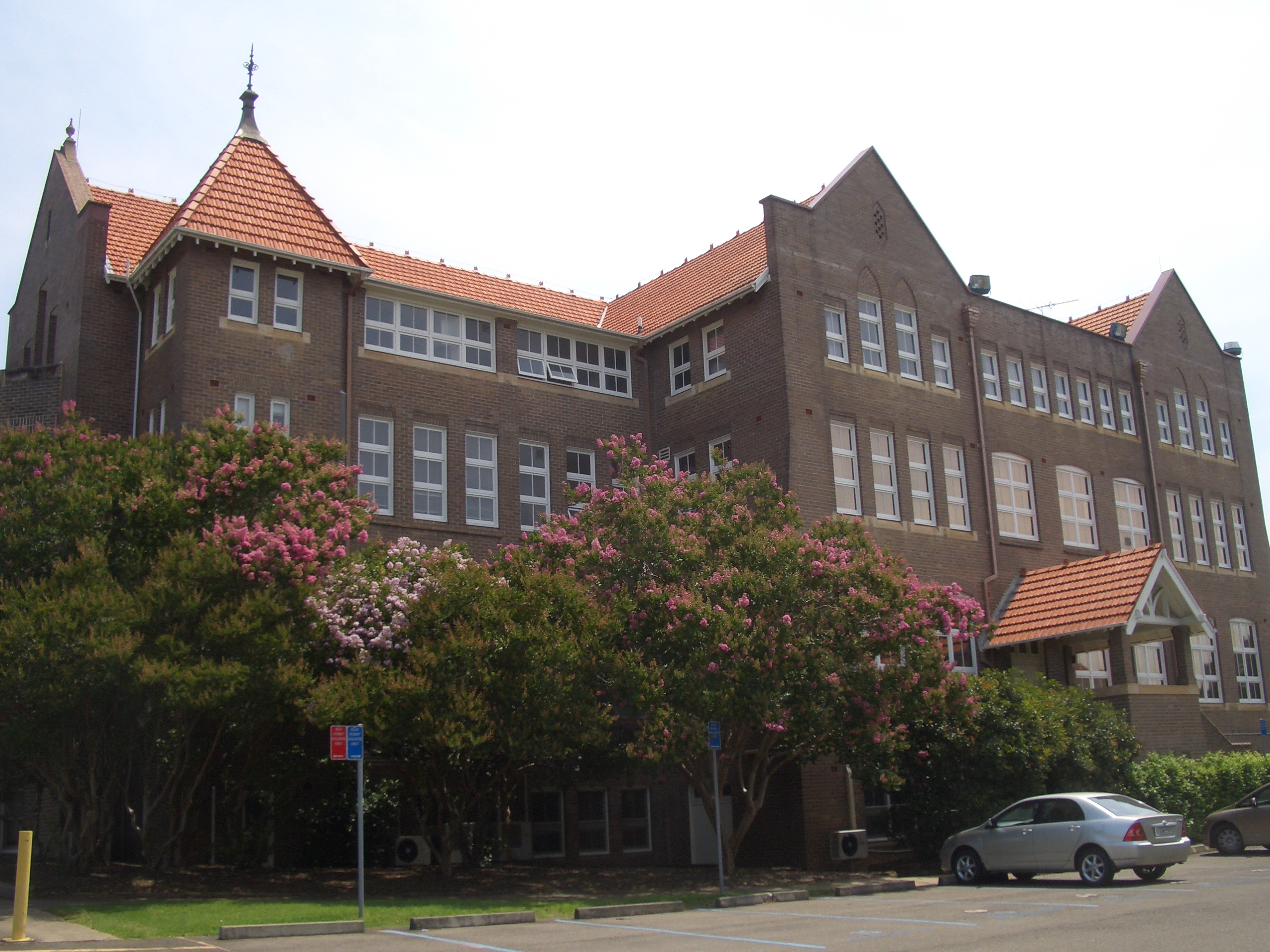
College UWS, Westmead Campus

Westmead è un sobborgo di Sydney, in Australia. Westmead è distante 26 km dal Distretto affaristico centrale di Sydney, nell'aree di governo locale della città di Parramatta e della città di Holroyd; e fa parte della regione della Grande Sydney Occidentale.
È raggiungibile attraverso la stazione ferroviaria di Westmead.
È sede della University of Western Sydney.